# Giro d’Italia 2024/15. Etappe
Die 15. Etappe des Giro d’Italia 2024 fand am 19. Mai 2024 statt. Sie stellte mit einer Länge von 222 Kilometern den Längsten Abschnitt der 107. Austragung des italienischen Etappenrennens dar. Nach dem Start in Manerba del Garda mussten unter anderen Anstiegen auch der Passo del Mortirolo und Passo di Foscagno passiert werden, ehe das Ziel in Livigno unweit des Passo d’Eira bei der Bergstation Mottolino (2385 m) erreicht wurde. Nach der Etappe hatten die Fahrer insgesamt 2395,8 Kilometer zurückgelegt, was 72,22 % der Gesamtdistanz entspricht. Die Organisatoren der Rundfahrt bewerteten die Schwierigkeit der Etappe mit fünf von fünf Sternen.
Der Etappensieg ging an den gesamtführenden Tadej Pogačar (UAE Team Emirates), der zugleich seinen Vorsprung in der Gesamtwertung auf mehr als sechs Minuten ausbaute.
Im Anschluss an die 15. Etappe folgte der zweite Ruhetag, der in Livigno abgehalten wurde.

## Streckenverlauf
Der neutralisierte Start erfolgt in Manerba del Garda vor dem Porto Torchio. Über die Via del Rio, Via degli Alpini, Viale della Rimembranza und Via Valtenesi gelangen die Fahrer auf die SP572, auf der das Rennen bei Raffa nach 7900 Metern freigegeben wird.
Nach dem offiziellen Start führte die Strecke nach Tormini und Vobarno, von wo aus die Fahrer dem Chiese stromaufwärts folgten. Bei Nozza bogen die Strecke links ab und führte nach Lodrino (737 m), wo bei Kilometer 37,7 eine Bergwertung der 3. Kategorie abgenommen wurde. Die anschließende Abfahrt leitete die Fahrer nach Brozzo, ehe die Straße auf der weiteren Fahrt Richtung Norden erneut zu steigen begann. Kurz darauf verließen sie die breite SP345 und nahmen den 13,9 Kilometer langen Colle San Zeno (1418 m) in Angriff, der eine durchschnittliche Steigung von 6,6 % aufwies, wobei sich längere steilere Passagen mit kürzeren flacheren abwechselten. Auf der Kuppe wurde bei Kilometer 64,7 eine Bergwertung der 2. Kategorie abgenommen, ehe eine schmale Abfahrt nach Pisogne folgte. Die Fahrer befanden sich nun im Valcamonica und folgten dem Oglio stromaufwärts, wobei sie Darfo, Breno und Sellero durchfuhren, ehe in Malonno bei Kilometer 130,3 der erste Zwischensprint ausgefahren wurde. Kurz nach Edolo erfolgte die Auffahrt auf den Passo del Mortirolo, der auf einer Länge von 12,6 Kilometern eine durchschnittliche Steigung von 7,6 % aufwies. Auf den letzten zwei Kilometern betrug die Durchschnittssteigung rund 10 %, wobei Rampen von bis zu 16 % absolviert werden mussten. Auf der Passhöhe, die nach 155,4 Kilometern überquert wurde, wurde eine Bergwertung der 1. Kategorie abgenommen. Die anschließende Abfahrt führte über eine schmale und kurvenreiche Straße nach Grosio, ehe die Fahrer im Veltlin der Adda stromaufwärts Richtung Norden folgten. Hier stieg die Straße leicht an und führte bis kurz vor Bormio, wo die Strecke links abbog. Nun folgte die Auffahrt nach Le Motte (1422 m), wo der zweite Zwischensprint ausgefahren wurde, ehe kurz darauf in Isolaccia der dritte Zwischensprint erfolgte. Die beiden Wertungen wurden 28,2 bzw. 24,4 Kilometer vor dem Ziel abgenommen.
Nach dem letzten Zwischensprint nahmen die Fahrer den Passo di Foscagno (2291 m) in Angriff. Dieser wies auf einer Länge von 15 Kilometern eine durchschnittliche Steigung von 6,4 % auf und wurde erst 8,7 Kilometer vor dem Ziel überquert. Auf der Passhöhe wurde eine Bergwertung der 1. Kategorie abgenommen, ehe eine kurze Zwischenabfahrt folgte. Auf den letzten 7,4 Kilometern begann die Straße erneut anzusteigen und führte im Schnitt mit 7,7 % zum Ziel, das sich auf einer Höhe von 2385 Metern bei der Bergstation Mottolino befand. Der Schlussanstieg ließ sich dabei in zwei Teile aufteilen. Zunächst führten die ersten 2,9 Kilometer auf der breiten SS301 auf den Passo d’Eira (2210 m), ehe die Fahrer links auf eine kleine Nebenstraße abbogen. Diese wies auf den letzten 1,8 Kilometern eine durchschnittliche Steigung von 9,5 % auf und beinhaltete maximale Steigungsprozente von bis zu 19 %. Der Schlussanstieg galt ebenfalls als Anstieg der 1. Kategorie.
|                            | Ort                               | Kilometer | Länge (km) | Höhe (m) | Ø Steigung | max. Steigung |
| -------------------------- | --------------------------------- | --------- | ---------- | -------- | ---------- | ------------- |
| neutralisierter Start      | Manerba del Garda (Porto Torchio) | −7,9      |            |          |            |               |
| offizieller Start          | Raffa (SP572)                     | 0         |            |          |            |               |
| Bergwertung (3. Kategorie) | Lodrino                           | 37,7      |            | 737      |            |               |
| Bergwertung (2. Kategorie) | Colle San Zeno                    | 64,7      | 13,9       | 1418     | 6,6 %      | 14 %          |
| Zwischensprint (S)         | Malonno                           | 130,3     |            |          |            |               |
| Bergwertung (1. Kategorie) | Passo del Mortirolo               | 155,4     | 12,6       | 1854     | 7,6 %      | 16 %          |
| Zwischensprint (I)         | Le Motte                          | 193,2     |            |          |            |               |
| Zwischensprint (S)         | Isolaccia                         | 197,6     |            |          |            |               |
| Bergwertung (1. Kategorie) | Passo di Foscagno                 | 213,3     | 15         | 2291     | 6,4 %      | 11 %          |
| Bergwertung (1. Kategorie) | Mottolino (Livigno)               | 222       | 4,7        | 2385     | 7,7 %      | 19 %          |
| Ziel                       | Mottolino (Livigno)               | 222       |            |          |            |               |

## Rennverlauf
Mit dem Kasachen Wadim Pronski (Astana Qazaqstan) ging ein Fahrer nicht an den Start der 15. Etappe. Nachdem das Rennen freigegeben worden war, setzten sich mit Lilian Calmejane (Intermarché-Wanty), Simone Velasco, Davide Ballerini (beide Astana Qazaqstan), Alessandro Tonelli (VF Group-Bardiani CSF-Faizanè), Lewis Askey, Laurence Pithie, Olivier Le Gac (alle Groupama-FDJ), Harrison Wood (Cofidis), Davide Bais (Polti Kometa), Tobias Bayer (Alpecin-Deceuninck), Caleb Ewan (Jayco AlUla) und Bert Van Lerberghe (Soudal Quick-Step) zwölf Fahrer vom Hauptfeld ab.
In der Auffahrt nach Lodrino (737 m) lösten sich rund 50 weitere Fahrer vom Peloton, während sich Laurence Pithie die meisten Punkte bei der Bergwertung sicherte. Im zweiten Anstieg des Tages, dem Colle San Zeno (1418 m) schlossen die sich die beiden Ausreißergruppen zusammen, wobei erste Fahrer in den teils steilen Rampen zurückfielen. Christian Scaroni (Astana Qazaqstan) holte die meisten Punkte auf der Passhöhe, gefolgt von Simon Geschke (Cofidis), der stellvertretend für Tadej Pogačar (UAE Team Emirates) im Blauen Trikot des Führenden in der Bergwertung fuhr. In der nachfolgenden Abfahrt bildete sich eine neue Spitzengruppe. In dieser waren Christian Scaroni, Davide Ballerini, Alessandro Tonelli, Giulio Pellizzari, Harrison Wood und Tobias Bayer vertreten. Die Gruppe fuhr einen Vorsprung von rund zwei Minuten auf die große Verfolgergruppe heraus, während das UAE Team Emirates das Tempo im Hauptfeld gestaltete.
Nachdem sich Davide Ballerini beim Zwischensprint von Malonno durchgesetzt hatte, folgte die Auffahrt auf den Passo del Mortirolo (1854 m). Hier zerfiel die Spitzengruppe. Während die Verfolgergruppe ihren Rückstand verkleinern konnte, behaupteten sich mit Christian Scaroni und Giulio Pellizzari nur zwei Fahrer an der Spitze des Rennens, wobei Ersterer über die Passhöhe führte. Weiters schloss Nicola Conci (Alpecin-Deceuninck) im Anstieg des Passo del Mortirolo zu den beiden Spitzenreitern auf, womit nun drei Fahrer in der Spitzengruppe vertreten waren. Simon Geschke überquerte die Passhöhe als Vierter und holte somit nur neun Punkte. Nach der anschließenden Abfahrt schloss die Verfolgergruppe zur Spitze des Rennens auf und es bildete sich eine 17 Fahrer umfassende Spitzengruppe. In dieser waren nun rund 50 Kilometer vor dem Ziel folgende Fahrer vertreten: Michael Storer (Tudor), Davide Piganzoli (Polti Kometa), Simon Geschke, Juan Pedro López, Amanuel Ghebreigzabhier (beide Lidl-Trek), Luca Covili, Giulio Pellizzari (beide VF Group-Bardiani CSF-Faizanè), Jhonatan Narváez (Ineos Grenadiers), Nairo Quintana, Pelayo Sánchez (beide Movistar), Michel Ries (Arkéa-B&B Hotels), Nicola Conci, Christian Scaroni, Attila Valter (Visma-Lease a Bike), Mauri Vansevenant, Julian Alaphilippe (beide Soudal Quick-Step) und Georg Steinhauser (EF Education-EasyPost).
Bereits im Anstieg zum zweiten Zwischensprint, dem Intergiro Sprint, kam es zu den ersten Angriffen. Attila Valter sicherte sich bei Le Motte drei Bonussekunden gefolgt von Nicola Conci und Davide Piganzoli. Beim dritten und letzten Zwischensprint setzte sich Davide Piganzoli vor Julian Alaphilippe und Attila Valter durch und holte so weitere Zeitbonifikationen. 22 Kilometer vor dem Ziel griff Georg Steinhauser am Fuß des Passo di Foscagno (2291 m) an und konnte rasch einen kleinen Vorsprung auf die Spitzengruppe herausfahren, aus der nun die ersten Fahrer zurückfielen. Das Hauptfeld lag zu diesem Zeitpunkt dreieinhalb Minuten zurück. Etwa 17 Kilometer vor dem Ziel griff Nairo Quintana an und schloss als Solist die Lücke zum führenden Georg Steinhauser. Rund drei Kilometer vor der Passhöhe distanzierte er den Deutschen und führte über die Passhöhe. Dahinter hatte der gesamtführende Tadej Pogačar angegriffen und holte rasch die ersten Fahrer der Ausreißergruppe ein. Einzig der Kolumbianer Daniel Felipe Martínez (Bora-hansgrohe) hatte versucht dem Slowenen zu folgen, was ihm jedoch nicht gelang. Kurz vor der Passhöhe des Passo di Foscagno fuhr Tadej Pogačar an Georg Steinhauser vorbei und erreichte die Bergwertung als Zweiter, womit er seinen Vorsprung in der Sonderwertung weiter ausbaute. Der Rückstand des Slowenen auf Nairo Quintana betrug zu diesem Zeitpunkt nur noch eine halbe Minute.
Nach der kurzen nachfolgenden Abfahrt schloss Tadej Pogačar noch vor der Passhöhe des Passo d’Eira (2210 m) zu Nairo Quintana auf und absolvierte die letzten 1800 Meter zum Skilift von Mottolino als Solist. Er gewann die Etappe schlussendlich mit einem Vorsprung von 29 Sekunden. Hinter Nairo Quintana überquerte Georg Steinhauser die Ziellinie als Dritter mit einem Rückstand rund zweieinhalb Minuten. In der Gruppe der anderen Gesamtklassement-Fahrer setzte sich Romain Bardet (dsm-firmenich PostNL) im Anstieg des Passo di Foscagno und Einer Rubio (Movistar) im Anstieg des Passo d’Eira ab. Romain Bardet erreichte das Ziel als Vierter mit einem Rückstand von zwei Minuten und 47 Sekunden. Einer Rubio hingegen wurde auf den letzten Kilometern von Geraint Thomas (Ineos Grenadiers) und Daniel Felipe Martínez eingeholt, die einen Rückstand von zwei Minuten und 50 Sekunden auf den Etappensieger aufwiesen. Ben O’Connor (Decathlon AG2R La Mondiale) verlor im Finale acht Sekunden auf die beiden. Als Neunter wies Thymen Arensman (Ineos Grenadiers) bereits einen Rückstand von etwas mehr als drei Minuten auf, wobei der Niederländer in der Nachwuchswertung 54 Sekunden auf Antonio Tiberi (Bahrain Victorious) gut machte.
In der Gesamtwertung baute Tadej Pogačar seinen Vorsprung mit seinem vierten Etappensieg auf sechs Minuten und 41 Sekunden aus. Dahinter folgten Geraint Thomas und Daniel Felipe Martínez, die weiterhin nur durch 15 Sekunden getrennt waren. Dem gesamtvierten Ben O’Connor fehlten nun 47 Sekunden auf einen Podiumsplatz. In der Nachwuchswertung verteidigte Antonio Tiberi als Gesamtfünfter das Weiße Trikot, lag jedoch nur noch 19 Sekunden vor Thymen Arensman. Auch in der Bergwertung baute Tadej Pogačar seine Führung weiter aus und lag bereits fast 100 Punkte vor Simon Geschke. Jonathan Milan (Lidl-Trek) erreichte das Ziel im vorgegebenen Zeitlimit und behielt so die Führung in der Punktewertung. In der Mannschaftswertung lagen die Ineos Grenadiers nach der 15. Etappe nur 14 Sekunden vor dem Decathlon AG2R La Mondiale Team. Mit Clément Davy (Groupama-FDJ) gab nur ein gestarteter Fahrer das Rennen auf, womit noch 150 Fahrer im Rennen verblieben.

## Ergebnis
| \| Etappenergebnis \| Etappenergebnis \| Etappenergebnis \| Etappenergebnis \| Etappenergebnis \| \| Fahrer \| Fahrer \| Land \| Team \| Zeit \| \| --------------- \| ---------------------- \| ---------------------- \| -------------------------- \| --------------- \| \| 1. \| Tadej Pogačar \| Slowenien \| UAE Team Emirates \| 6 h 11 min 43 s \| \| 2. \| Nairo Quintana \| Kolumbien \| Movistar Team \| + 29 s \| \| 3. \| Georg Steinhauser \| Deutschland \| EF Education-EasyPost \| + 2 min 32 s \| \| 4. \| Romain Bardet \| Frankreich \| Team dsm-firmenich PostNL \| + 2 min 47 s \| \| 5. \| Daniel Felipe Martínez \| Kolumbien \| Bora-Hansgrohe \| + 2 min 50 s \| \| 6. \| Geraint Thomas \| Vereinigtes Königreich \| Ineos Grenadiers \| + 2 min 50 s \| \| 7. \| Einer Rubio \| Kolumbien \| Movistar Team \| + 2 min 58 s \| \| 8. \| Ben O’Connor \| Australien \| Decathlon-AG2R La Mondiale \| + 2 min 58 s \| \| 9. \| Thymen Arensman \| Niederlande \| Ineos Grenadiers \| + 3 min 05 s \| \| 10. \| Jan Hirt \| Tschechien \| Soudal Quick-Step \| + 3 min 20 s \| |                        |                        |                            |                 |
| |                        |                        |                            |                 |
| Quellen: ProCyclingStats Cycling Quotient |                        |                        |                            |                 |
| Etappenergebnis |                        |                        |                            |                 |
| Fahrer | Fahrer                 | Land                   | Team                       | Zeit            |
| 1. | Tadej Pogačar          | Slowenien              | UAE Team Emirates          | 6 h 11 min 43 s |
| 2. | Nairo Quintana         | Kolumbien              | Movistar Team              | + 29 s          |
| 3. | Georg Steinhauser      | Deutschland            | EF Education-EasyPost      | + 2 min 32 s    |
| 4. | Romain Bardet          | Frankreich             | Team dsm-firmenich PostNL  | + 2 min 47 s    |
| 5. | Daniel Felipe Martínez | Kolumbien              | Bora-Hansgrohe             | + 2 min 50 s    |
| 6. | Geraint Thomas         | Vereinigtes Königreich | Ineos Grenadiers           | + 2 min 50 s    |
| 7. | Einer Rubio            | Kolumbien              | Movistar Team              | + 2 min 58 s    |
| 8. | Ben O’Connor           | Australien             | Decathlon-AG2R La Mondiale | + 2 min 58 s    |
| 9. | Thymen Arensman        | Niederlande            | Ineos Grenadiers           | + 3 min 05 s    |
| 10. | Jan Hirt               | Tschechien             | Soudal Quick-Step          | + 3 min 20 s    |

## Gesamtstände
| \| Gesamtwertung \| Gesamtwertung \| Gesamtwertung \| Gesamtwertung \| Gesamtwertung \| \| Fahrer \| Fahrer \| Land \| Team \| Zeit \| \| ------------- \| ---------------------- \| ---------------------- \| -------------------------- \| ---------------- \| \| 1. \| Tadej Pogačar \| Slowenien \| UAE Team Emirates \| 56 h 11 min 42 s \| \| 2. \| Geraint Thomas \| Vereinigtes Königreich \| Ineos Grenadiers \| + 6 min 41 s \| \| 3. \| Daniel Felipe Martínez \| Kolumbien \| Bora-Hansgrohe \| + 6 min 56 s \| \| 4. \| Ben O’Connor \| Australien \| Decathlon-AG2R La Mondiale \| + 7 min 43 s \| \| 5. \| Antonio Tiberi \| Italien \| Bahrain Victorious \| + 9 min 26 s \| \| 6. \| Thymen Arensman \| Niederlande \| Ineos Grenadiers \| + 9 min 45 s \| \| 7. \| Romain Bardet \| Frankreich \| Team dsm-firmenich PostNL \| + 10 min 49 s \| \| 8. \| Filippo Zana \| Italien \| Team Jayco AlUla \| + 11 min 11 s \| \| 9. \| Einer Rubio \| Kolumbien \| Movistar Team \| + 12 min 13 s \| \| 10. \| Jan Hirt \| Tschechien \| Soudal Quick-Step \| + 13 min 11 s \| |                        |                        |                            |                  |
| |                        |                        |                            |                  |
| Quellen: ProCyclingStats Cycling Quotient |                        |                        |                            |                  |
| Gesamtwertung |                        |                        |                            |                  |
| Fahrer | Fahrer                 | Land                   | Team                       | Zeit             |
| 1. | Tadej Pogačar          | Slowenien              | UAE Team Emirates          | 56 h 11 min 42 s |
| 2. | Geraint Thomas         | Vereinigtes Königreich | Ineos Grenadiers           | + 6 min 41 s     |
| 3. | Daniel Felipe Martínez | Kolumbien              | Bora-Hansgrohe             | + 6 min 56 s     |
| 4. | Ben O’Connor           | Australien             | Decathlon-AG2R La Mondiale | + 7 min 43 s     |
| 5. | Antonio Tiberi         | Italien                | Bahrain Victorious         | + 9 min 26 s     |
| 6. | Thymen Arensman        | Niederlande            | Ineos Grenadiers           | + 9 min 45 s     |
| 7. | Romain Bardet          | Frankreich             | Team dsm-firmenich PostNL  | + 10 min 49 s    |
| 8. | Filippo Zana           | Italien                | Team Jayco AlUla           | + 11 min 11 s    |
| 9. | Einer Rubio            | Kolumbien              | Movistar Team              | + 12 min 13 s    |
| 10. | Jan Hirt               | Tschechien             | Soudal Quick-Step          | + 13 min 11 s    |

| Punktewertung | Punktewertung      | Punktewertung | Punktewertung                 | Punktewertung |
| Fahrer        | Fahrer             | Land          | Team                          | Punkte        |
| ------------- | ------------------ | ------------- | ----------------------------- | ------------- |
| 1.            | Jonathan Milan     | Italien       | Lidl-Trek                     | 284 P.        |
| 2.            | Kaden Groves       | Australien    | Alpecin-Deceuninck            | 175 P.        |
| 3.            | Tim Merlier        | Belgien       | Soudal Quick-Step             | 93 P.         |
| 4.            | Filippo Fiorelli   | Italien       | VF Group-Bardiani CSF-Faizanè | 88 P.         |
| 5.            | Andrea Pietrobon   | Italien       | Team Polti Kometa             | 86 P.         |
| 6.            | Tadej Pogačar      | Slowenien     | UAE Team Emirates             | 84 P.         |
| 7.            | Julian Alaphilippe | Frankreich    | Soudal Quick-Step             | 82 P.         |
| 8.            | Jhonatan Narváez   | Ecuador       | Ineos Grenadiers              | 63 P.         |
| 9.            | Benjamin Thomas    | Frankreich    | Cofidis                       | 57 P.         |
| 10.           | Sebastián Molano   | Kolumbien     | UAE Team Emirates             | 54 P.         |

| Bergwertung | Bergwertung            | Bergwertung | Bergwertung                   | Bergwertung |
| Fahrer      | Fahrer                 | Land        | Team                          | Punkte      |
| ----------- | ---------------------- | ----------- | ----------------------------- | ----------- |
| 1.          | Tadej Pogačar          | Slowenien   | UAE Team Emirates             | 172 P.      |
| 2.          | Simon Geschke          | Deutschland | Cofidis                       | 78 P.       |
| 3.          | Nairo Quintana         | Kolumbien   | Movistar Team                 | 65 P.       |
| 4.          | Christian Scaroni      | Italien     | Astana Qazaqstan Team         | 64 P.       |
| 5.          | Daniel Felipe Martínez | Kolumbien   | Bora-Hansgrohe                | 58 P.       |
| 6.          | Valentin Paret-Peintre | Frankreich  | Decathlon-AG2R La Mondiale    | 55 P.       |
| 7.          | Romain Bardet          | Frankreich  | Team dsm-firmenich PostNL     | 45 P.       |
| 8.          | Georg Steinhauser      | Deutschland | EF Education-EasyPost         | 42 P.       |
| 9.          | Lilian Calmejane       | Frankreich  | Intermarché-Wanty             | 36 P.       |
| 10.         | Giulio Pellizzari      | Italien     | VF Group-Bardiani CSF-Faizanè | 32 P.       |

| Nachwuchswertung | Nachwuchswertung       | Nachwuchswertung   | Nachwuchswertung           | Nachwuchswertung |
| Fahrer           | Fahrer                 | Land               | Team                       | Zeit             |
| ---------------- | ---------------------- | ------------------ | -------------------------- | ---------------- |
| 1.               | Antonio Tiberi         | Italien            | Bahrain Victorious         | 56 h 21 min 08 s |
| 2.               | Thymen Arensman        | Niederlande        | Ineos Grenadiers           | + 19 s           |
| 3.               | Filippo Zana           | Italien            | Team Jayco AlUla           | + 1 min 45 s     |
| 4.               | Davide Piganzoli       | Italien            | Team Polti Kometa          | + 9 min 03 s     |
| 5.               | Alex Baudin            | Frankreich         | Decathlon-AG2R La Mondiale | + 14 min 29 s    |
| 6.               | Giovanni Aleotti       | Italien            | Bora-Hansgrohe             | + 16 min 52 s    |
| 7.               | Valentin Paret-Peintre | Frankreich         | Decathlon-AG2R La Mondiale | + 28 min 20 s    |
| 8.               | Kevin Vermaerke        | Vereinigte Staaten | Team dsm-firmenich PostNL  | + 49 min 46 s    |
| 9.               | Edoardo Zambanini      | Italien            | Bahrain Victorious         | + 51 min 38 s    |
| 10.              | Mauri Vansevenant      | Belgien            | Soudal Quick-Step          | + 52 min 21 s    |

| Mannschaftswertung | Mannschaftswertung            | Mannschaftswertung           | Mannschaftswertung |
| Team               | Team                          | Land                         | Zeit               |
| ------------------ | ----------------------------- | ---------------------------- | ------------------ |
| 1.                 | Ineos Grenadiers              | Vereinigtes Königreich       | 169 h 15 min 59 s  |
| 2.                 | Decathlon-AG2R La Mondiale    | Frankreich                   | + 14 s             |
| 3.                 | UAE Team Emirates             | Vereinigte Arabische Emirate | + 27 min 40 s      |
| 4.                 | Bora-Hansgrohe                | Deutschland                  | + 34 min 15 s      |
| 5.                 | Astana Qazaqstan Team         | Kasachstan                   | + 43 min 29 s      |
| 6.                 | Bahrain Victorious            | Bahrain                      | + 49 min 50 s      |
| 7.                 | Movistar Team                 | Spanien                      | + 1 h 02 min 49 s  |
| 8.                 | Team dsm-firmenich PostNL     | Niederlande                  | + 1 h 05 min 37 s  |
| 9.                 | VF Group-Bardiani CSF-Faizané | Italien                      | + 1 h 06 min 42 s  |
| 10.                | EF Education-EasyPost         | Vereinigte Staaten           | + 1 h 16 min 02 s  |

## Ausgeschiedene Fahrer
- Wadim Pronski (Astana Qazaqstan Team): ging nicht an den Start
- Clément Davy (Groupama-FDJ): gab das Rennen auf[4]